# Desastre de Hillsborough
A "Tragédia de Hillsborough" foi um incidente que ocorreu em 15 de abril de 1989 no Estádio Hillsborough, em Sheffield (Inglaterra) durante o jogo entre Liverpool FC e Nottingham Forest, válido pelas semifinais da Copa da Inglaterra. Foi o maior desastre do futebol inglês e um dos maiores do mundo. Durante o incidente, 95 torcedores do Liverpool morreram pisoteados e outros 766 ficaram feridos. A 96.ª vítima morreu quase um ano depois. Em 27 de julho de 2021, mais de 32 anos depois da tragédia, morreu Andrew Devine, que sofreu danos cerebrais e permaneceu em estado vegetativo, sendo considerado oficialmente a 97.ª vítima.
As investigações apontaram que a tragédia não foi causada por ação violenta por parte desses mesmos torcedores. As causas foram a sobrelotação do estádio, bem como o seu péssimo estado de conservação. Além disso, o local não cumpria as normas mínimas de segurança.
A "Tragédia de Hillsborough" aconteceu quatro anos depois da Tragédia de Heysel, que ocorreu também durante uma partida do Liverpool FC, e que fez com que o clube fosse punido por seis anos de suspensão pela UEFA.

## Antecedentes
No fim dos anos 1980, a Inglaterra vivia o auge do hooliganismo e muitas vezes envolvia invasões de campo e violência antes e depois do jogo. Um dos acontecimentos envolvendo os hooligans foi a desastre do estádio Heysel, que aconteceu antes da final da Copa dos Campeões da Europa de 1985 entre Juventus e Liverpool, no estádio de Heysel, na Bélgica. Na ocasião, 39 torcedores, a grande maioria da Juventus, morreram imprensados contra um muro após tumulto iniciado pelos torcedores dos Reds. Como punição ao ocorrido, os clubes do país foram banidos de competições continentais por cinco anos.
O Estádio Hillsborough era um dos poucos da Inglaterra considerados aptos a receber jogos de grande porte e era um local muito usado para jogos decisivos da Copa da Inglaterra na década de 1980, já tendo hospedado um total de cinco semifinais. Um acidente anterior já havia ocorrido oito anos antes, em um jogo entre Tottenham e Wolverhampton, e teve um total de 38 feridos. Isto levou o Sheffield Wednesday a alterar o projeto do setor Leppings Lane End, dividindo-a em três compartimentos separados. Esta foi novamente dividida, aumentando o número de compartimentos para cinco quando o Sheffield Wednesday subiu para a Division One em 1984. Sendo um dos maiores estádios do país, foi escolhido pela Football Association para sediar a semifinal da Copa da Inglaterra de 1989. A partida foi marcada para as quinze horas do dia 15 de abril.

## O desastre
Como é habitual em todos os jogos importantes, o estádio foi dividido entre os torcedores rivais. A polícia optou por colocar os torcedores do Nottingham Forest no setor Spion Kop End do estádio, o qual tinha capacidade para 21 000 pessoas. Os torcedores do Liverpool foram colocados na Leppings Lane End, com capacidade para 14 600 pessoas, apesar dos torcedores do Liverpool estarem em maior número do que os do Nottinghgam Forest. O começo do jogo estava marcado para as 15h00 da tarde, com os torcedores aconselhados a tomar suas posições com 15 minutos de antecedência. No dia do jogo, foi comunicado pelo rádio e pela televisão que os torcedores sem ingresso não deveriam comparecer. Foi relatado que alguns dos torcedores foram comunicados na autoestrada M62 sobre o Pennines resultando em congestionamentos. Entre 14h30 da tarde e14h40 da tarde, houve um considerável acúmulo de fãs na pequena área fora das entradas com catracas para a Leppings Lane End, todos ansiosos para entrar no estádio rapidamente antes do jogo começar. Os torcedores que tinham sido impedidos de entrar não puderam deixar a área por causa da multidão atrás deles, permanecendo como um obstáculo.
Os torcedores de fora puderam ouvir os aplausos do interior do estádio quando as equipes entraram em campo dez minutos antes do jogo começar, o início não foi adiado, já que alguns dos torcedores estavam dentro. Um portão lateral foi aberto para facilitar a acumulação. Com um número estimado de 5 000 torcedores tentando passar as catracas, e aumentando as preocupações da possibilidade de um esmagamento no lado de fora dos portões, a polícia, para evitar mortes fora do estádio, abriu um conjunto de portões, originalmente uma saída, que não tinha catracas. Isto causou uma onda de adeptos através da porta para o estádio. O resultado foi um fluxo de milhares de torcedores através de um túnel estreito na parte traseira do campo, e para as já superlotadas duas divisões centrais, causou uma queda enorme na frente do campo, onde as pessoas estavam sendo pressionadas contra as grades pelo peso da multidão atrás deles. As pessoas que entravam não estavam cientes dos problemas em cima do muro; polícia ou comissários de bordo teriam normalmente ficado na entrada do túnel se as divisões centrais tivessem alcançado a capacidade, e teriam dirigido os torcedores para as divisões ao lado, mas desta vez eles não o fizeram, por razões que nunca foram totalmente explicadas.
Por algum tempo, o problema na parte da frente do compartimento não foi percebido por ninguém, além dos afetados; a atenção da maioria das pessoas foi absorvida pelo jogo, que já tinha começado. Já era 15h06 quando o árbitro, Ray Lewis, após ser avisado pela polícia, parou o jogo durante alguns minutos depois de os torcedores começarem a subir a cerca para escapar do esmagamento. A esta altura, um pequeno portão na grade havia sido arrombado e alguns fãs escaparam por esta via, outros continuaram a subir durante o cerco, e ainda outros torcedores foram puxados para a perto de outros torcedores no West Stand diretamente acima da Leppings Lane. Finalmente, o muro quebrou sob a pressão das pessoas.

## Inquéritos judiciais
Um ano depois foi publicado o relatório oficial do governo aos acontecimentos. Nele se leu que as culpas a dirigirem-se aos torcedores do Liverpool e aos seus alegados abusos no álcool e na violência.
Durante anos os torcedores do clube protestaram e rejeitaram em absoluto o relatório.
Em 2009, um outro, elaborado por um painel independente, refutou essas conclusões, alegando que o primeiro relatório foi "adulterado" pelo governo – então liderado por Margaret Thatcher -, para desviar as culpas para os torcedores do Liverpool.
O Daily Telegraph resumiu o que o mais recente relatório desmentiu acerca do primeiro: a polícia pesquisou os registos criminais das vítimas para "impugnar a sua reputação"; que 116 dos 164 relatórios de agentes foram alterados para remover "comentários desfavoráveis" e que nunca houve provas de que os torcedores do Liverpool estariam sob a influência de bebidas alcoólicas.
Em 17 de março de 2015, o comissário de polícia encarregado da segurança no estádio na época da tragédia, David Duckenfield, admitiu que a sua decisão de abrir uma entrada durante o jogo foi a causa direta da morte de 96 adeptos.
O comandante da polícia foi em novembro de 2019 ilibado pelo Tribunal de Preston, após um julgamento de seis semanas.
O júri considerou que David Duckenfield, em 2019 com 75 anos, é inocente do crime de negligência grave, depois de a acusação ter alegado uma “responsabilidade pessoal”.